# Renato Giusti
Renato Giusti (Bonaldo, Verona, Vèneto, 25 de juliol de 1938) és un ciclista italià, ja retirat, que fou professional entre 1959 i 1963. En el seu palmarès destaquen dues victòries d'etapa al Giro d'Itàlia de 1961.

## Palmarès
- 1957
  - 1r a la Vicenza-Bionde
- 1958
  - 1r a la Vicenza-Bionde
  - 1r a la Florència-Viareggio
  - 1r a l'Astico-Brenta
- 1961
  - Vencedor de 2 etapes al Giro d'Itàlia

### Resultats al Giro d'Itàlia
- 1961. 30è de la classificació general
- 1962. Abandona
- 1963. 70 de la classificació general

### Resultats a la Volta a Espanya
- 1961. Abandona